# 许琦 (摄影师)
许琦（1917年5月16日—2020年1月9日），字戈夫（或一夫），男，江苏江阴人，中国摄影师，上海电影制片厂一级摄影师，中国电影家协会理事。1981年以《天云山传奇》獲得中国电影金鸡奖最佳摄影。

## 外部連結
- 许琦在互联网电影资料库（IMDb）上的資料（英文）
- 许琦在豆瓣上的资料（简体中文）